# Bahnhof Gent-Sint-Pieters
Der Bahnhof Gent-Sint-Pieters ist der größte Bahnhof von Gent und gemessen an den Fahrgastzahlen der drittwichtigste Bahnhof Belgiens.

## Geschichte
Der Ursprung des Bahnhofs geht auf einen kleinen Bahnhof an der Linie von Gent nach Ostende aus dem Jahre 1881 zurück. Zu diesem Zeitpunkt war der wichtigste Bahnhof der Stadt der Südbahnhof von 1837. Im Zusammenhang mit der Weltausstellung 1913 wurde ein neuer Bahnhof Sint-Pieters gebaut. Er wurde von Louis Cloquet entworfen und ein Jahr vorher eröffnet. 1995 wurde der Bahnhof unter Denkmalschutz gestellt, seit 2006 wird er umfassend modernisiert und erweitert.

## Verkehr
Stand: Fahrplanperiode 10. Dezember 2017 bis 8. Dezember 2018
| Linie | Verlauf | Takt Mo–Fr              | Takt Sa, So                                      |
| ----- | --- | ----------------------- | ------------------------------------------------ |
| IC 01 | Eupen – Welkenraedt – Verviers-Central – Liège-Guillemins – Leuven – Brüssel-Nord – Brüssel-Central – Brüssel-Süd – Gent-Sint-Pieters – Brugge – Oostende                                     | 60 min                  | 60 min                                           |
| IC 02 | Oostende – Brugge – Gent-Sint-Pieters – Gent-Dampoort – Lokeren – Sint-Niklaas – Antwerpen-Berchem – Antwerpen-Centraal                                                                       | 60 min                  | 60 min                                           |
| IC 03 | Genk – Landen – Leuven – Brüssel-Nord – Brüssel-Central – Brüssel-Süd – Gent-Sint-Pieters – Brugge – Blankenberge                                                                             | 60 min                  | 60 min                                           |
| IC 04 | Antwerpen-Centraal – Antwerpen-Berchem – Sint-Niklaas – Lokeren – Gent-Dampoort – Gent-Sint-Pieters – Kortrijk, Zugtrennung, Teil 1: – Ypern – Poperinge; Teil 2: – Mouscron – Lille-Flandres | 60 min                  | 60 min                                           |
| IC 12 | Kortrijk – Gent-Sint-Pieters – Brüssel-Süd – Brüssel-Central – Brüssel-Nord – Leuven – Liège-Guillemins – Verviers-Central – Welkenraedt                                                      | 60 min                  | –                                                |
| IC 20 | Gent-Sint-Pieters – Aalst – Brüssel-Süd – Brüssel-Central – Brüssel-Nord (– Aarschot – Hasselt – Tongern oder – Dendermonde – Lokeren)                                                        | 60 min Gent–Tongern     | 60 min Gent–Lokeren                              |
| IC 21 | Gent-Sint-Pieters – Dendermonde – Mechelen – Leuven | 60 min                  | –                                                |
| IC 23 | Knokke – Brugge – Gent-Sint-Pieters – Brüssel-Süd – Brüssel-Central – Brüssel-Nord – Flughafen Brüssel-Zaventem                                                                               | 60 min                  | 60 min                                           |
| IC 28 | Antwerpen-Centraal – Antwerpen-Berchem – Sint-Niklaas – Lokeren – Gent-Dampoort – Gent-Sint-Pieters – Lichtervelde – De Panne                                                                 | 60 min                  | –                                                |
| IC 29 | (De Panne – Lichtervelde –) Gent-Sint-Pieters – Aalst – Brüssel-Süd – Brüssel-Central – Brüssel-Nord – Flughafen Brüssel-Zaventem – Leuven (– Landen)                                         | 60 min nur Gent–Landen  | 60 min De Panne–Leuven, jeder 2. Zug nach Landen |
| L 02  | (Zeebrugge-Dorp – oder Zeebrugge-Strand –) Brugge – Gent-Sint-Pieters (– Dendermonde – Mechelen)                                                                                              | 60 min Z.-Dorp–Mechelen | 60 min bis Brugge, jeder 2. Zug nach Z.-Strand   |
| L 28  | Kortrijk – Gent-Sint-Pieters – Dendermonde – Mechelen | –                       | 60 min                                           |
| S 51  | Ronse – Oudenaarde – Gent-Sint-Pieters – Gent-Dampoort – Evergem – Eeklo | 60 min                  | Sa: 60 min So: 120 min                           |
| S 52  | Gent-Sint-Pieters – Merelbeke – Melle – Zottegem – Geraardsbergen | 60 min                  | 60 min                                           |
| S 53  | Gent-Sint-Pieters – Gent-Dampoort – Lokeren (– Sint-Niklaas – Antwerpen-Zuid – Antwerpen-Berchem – Antwerpen-Centraal)                                                                        | 60 min nur Gent–Lokeren | 60 min Gent–Antwerpen                            |
| P     | verschiedene Verstärkerfahrten | HVZ                     | –                                                |
| ICT   | verschiedene Fahrten von/zu touristischen Orten | Touristensaison         | Touristensaison                                  |